# Macrostylis meteorae
Macrostylis meteorae is een pissebed uit de familie Macrostylidae. De wetenschappelijke naam van de soort is voor het eerst geldig gepubliceerd in 2004 door Brandt.